# Ahumada
Ahumada é um município do estado de Chihuahua, no México.